# Marja-Sisko Aalto
Marja-Sisko Aalto (tidigare Olli-Veikko Aalto), född den 29 juli 1954 i Villmanstrand, är en finländsk präst och f.d. kyrkoherde i Imatra i östra Finland.
Aalto har främst uppmärksammats genom att vara transsexuell. Hon är född man men har gjort en könskorrigering. Aalto var efter könskorrigeringen tjänstledig fram till slutet av 2009, och när hon kom tillbaka upplevde hon inte tillräckligt förtroende i församlingen, och valde att avgå.
Aalto har varit gift två gånger och har tre vuxna döttrar. Hon har varit kyrkoherde i cirka 30 år.